# Bledius ferratus
Bledius ferratus är en skalbaggsart som beskrevs av Leconte 1877. Bledius ferratus ingår i släktet Bledius och familjen kortvingar. Inga underarter finns listade i Catalogue of Life.